# Byggnadsstyrelsen (Finland)

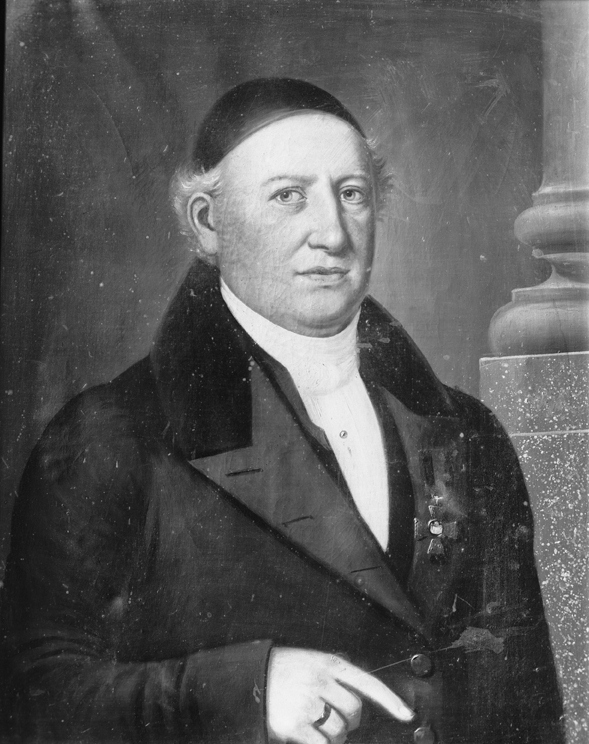
Charles Bassi, från grundandet 1811 till 1824 intendent vid Intendentsämbetet.

Byggnadsstyrelsen var under åren 1936–1995 i Finland ett centralt ämbetsverk för de allmänna byggnaderna, vilket var underställt ministeriet för kommunikationsväsendet och allmänna arbetena.
Ämbetsverket hade sitt ursprung i det 1811 inrättade Intendentsämbetet, sedermera Intendentskontoret, vilket 1865 ombildades till Överstyrelsen för allmänna byggnaderna och 1936 till det kollegiala ämbetsverket Byggnadsstyrelsen. Från 1936 fanns en projekteringsavdelning och en byggnadsavdelning, men 1944 tillkom även en stadsplaneavdelning. Dessutom fanns ett kansli och en räkenskapsbyrå. Kollegiet leddes av en generaldirektör med biträde av avdelningscheferna, vilka 1944 erhöll tjänstetiteln byggnadsråd. Den regionala byggnadsförvaltningen administrerades genom byggnadsdistrikt, vilka stod under Byggnadsstyrelsens ledning.
Vid avvecklingen 1995 överfördes ämbetsverkets servicefunktioner till Engel-koncernen Ab (privatiserad 1998), medan statens fastigheter överfördes till Statens fastighetsverk och regionala instanser tills Senatfastigheter bildades 1999.

## Intendenter/överdirektörer/generaldirektörer

### Intendenter
- Charles Bassi 1811–1824
- Carl Ludvig Engel 1824–1840
- Bernhard Federley (tillförordnad) 1840–1841
- Ernst Lohrmann 1841–1865

### Överdirektörer
- Ernst Lohrmann 1865–1867
- Carl Albert Edelfelt 1867–1869
- Hampus Dalström 1869–1882
- Ludvig Isak Lindqvist 1882–1887
- Sebastian Gripenberg 1887–1904
- Theodor Granstedt 1905–1912
- Jac Ahrenberg (tillförordnad) 1912–1913
- Vasili Barmin 1913–1917
- Magnus Schjerfbeck (tillförordnad) 1917
- Onni Tarjanne 1917–1921
- Alfred Wilhelm Stenfors 1921–1922
- Yrjö Sadeniemi 1922–1936

### Generaldirektörer
- Väinö Vähäkallio 1936–1943
- Erkki Huttunen 1943–1953
- Jussi Lappi-Seppälä 1953–1971
- Heikki Sysimetsä 1971–1975
- Viljo Adolf Ahtee 1976–1978
- Kalevi Sassi 1978–1984
- Jaakko Kalevi Mäki (tillförordnad) 1984–1985
- Matti K. Mäkinen 1985–1994
- Rolf Carl Olof Paqvalin 1994–1995